# Ivo Lapenna
Ivo Lapenna, né le 5 novembre 1909 à Split, en Croatie, et mort le 15 décembre 1987 à Copenhague au Danemark, est un juriste et professeur d'université, fondateur du Mouvement espérantiste neutre en 1976.

## Biographie
Ivo Lapenna naquit en 1909 à Split, ville de Croatie qui faisait alors partie de l'Autriche-Hongrie. Après un doctorat en droit obtenu en 1933 à Zagreb, il devint professeur titulaire à la faculté de droit de cette même ville en 1947. Il quitta la Yougoslavie pour la France en 1949 puis, en 1951, alla s'installer au Royaume-Uni où il obtint la citoyenneté britannique en 1962. Il mourut en 1987 à Copenhague, ville où il est enterré.
Il eut successivement pour épouses Emilija Lapenna, Ljuba Lapenna et Birthe Lapenna. Ivo Lapenna n'eut pas de descendance.

## Ivo Lapenna et l’Espérantie
Ivo Lapenna apprit l'espéranto en 1928. À partir de 1937, il prit une part active à la vie d'associations espérantistes internationales comme la ligue internationale d'espéranto (à partir de 1938) et l'Association mondiale d'espéranto qu'il rejoint dès sa refondation en 1947 et qu'il présida de 1964 à 1974, après en avoir été le secrétaire général depuis 1955.
En 1954, sur son initiative, l'UNESCO adopta à Montevideo une résolution (no  IV.4.422-4224) reconnaissant l'espéranto.
Comprenant qu'il risquait de ne pas être réélu en 1974 à la suite des plaintes de certains membres de l'Association mondiale d'espéranto qui lui reprochaient d'être trop autoritaire, il renonça à se représenter et abandonna toute fonction, même honorifique, au sein de l'association.
En 1976, il créa le Mouvement espérantiste neutre (Neŭtrala Esperanto-Movado), une association au sein de laquelle il poursuivit ses activités, estimant que l'Association mondiale d'espéranto avait cessé d'observer la stricte neutralité politique qu'elle s'était jusqu'alors fixée statutairement, en subissant notamment l'influence soviétique à travers ses contacts avec des associations espérantistes des pays de l'Est.
Il fit partie en 1983 des cofondateurs de l'Académie internationale des sciences de Saint-Marin.
Orateur brillant convaincu de l'importance de l'expression orale, il fit publier en espéranto un ouvrage intitulé Retoriko (Rhétorique). Ses discours, modèles de clarté et de bonne élocution, mais aussi de bonne rhétorique, ont fait l'objet de nombreux enregistrements qui ont servi à plusieurs générations d'espérantistes à se familiariser avec la langue, à une époque où les documents sonores étaient encore relativement peu nombreux .
Peu avant sa mort des suites d'un cancer, il annonça la dissolution du Mouvement Espérantiste Neutre.

## Publications en langue française
- Rapport sur la langue internationale espéranto, Rotterdam, Association mondiale d’espéranto, 1952. Édité à l'occasion de la 7e session de la Conférence générale de l'Unesco.
- Conceptions soviétiques de droit international public, Paris, A. Pedone, 1954.